# 24211 Barbarawood
24211 Barbarawood este un asteroid din centura principală de asteroizi.

## Descriere
24211 Barbarawood este un asteroid din centura principală de asteroizi. A fost descoperit pe 7 decembrie 1999 la Socorro, New Mexico, în cadrul proiectului LINEAR. Asteroidul prezintă o orbită caracterizată de o semiaxă mare de 2,27 ua, o excentricitate de 0,11 și o înclinație de 2,7° în raport cu ecliptica.